# Viki (企業)
Viki （ヴィキ）は補助字幕の作成にクラウドソーシングを使用するグローバルなビデオ・音楽ストリーミング ウェブサイト「Viki」を運営するシンガポールに本社を置く企業である。これまでよりもより広範囲の市場での放映を可能にするもの。同社は様々な言語においてfan baseを補助字幕付きメディアにすることで知られている。人気のあるテレビ番組、映画、そして 芸術ジャンルに関して、ボランティアがコミュニティーを作り、ビデオ放映の24時間以内に組織化して翻訳を書く。全ての補助字幕はクリエイティブ・コモンズ・ライセンスによって保護されている。
2010年にTechCrunch's Crunchie のBest International Startupを獲得。2012年にウォールストリートジャーナルがAsian Innovation Awardにノミネート。現在、シンガポール、サンフランシスコ、ソウルにオフィスを構えている。
韓国のエンターテイメントと文化を振興すべく、韓国コンテンツ振興院と共に協働しており、この活動はKorean WaveもしくはHallyu（日本で言うところの韓流）と呼ばれ、韓国ドラマの人気に乗じて始まったもの。Hallyuは現在第2段階にあり、K-POPの全世界的な人気と歩みを共にしている。PSYやSUPER JUNIOR、また2NE1といったK-POPアーティストを支援してきた経緯がある。

## 歴史
当初はViikiiと命名され、Razmig Hovaghimian、Jiwon Moon、そしてChangseong Hoがハーバード大学とスタンフォード大学の学生時に会社を設立し、人々が言語を学ぶ際の実験的なクラスとして存在していた が、これはMoonが教育学を学んでいたことによる。卒業後、共同設立者が他の場所で働いている間に成長。Hovaghimianが NBC大学で働いていた間、他の地域でメディアへのアクセスにライセンス上の障害があることを発見し、境界無くエンターテイメントを共有できる様式へと変わっていった。
補助翻訳を実施するファンとグローバル流通が手を取り合い、Vikiは成長、共同創設者はその他の仕事を辞めることとなった。2008年にHovaghimianは最高経営責任者、Hoは最高技術責任者、そしてMoonは最高個人情報統括者となる。
2010年12月、本格的に始動。Greylock Partners、Andreessen Horowitz、Charles River VenturesそしてNeoteny Labsより4.3百万ドルをventure fundingのSeries Aに追加。翌年、BBCとSKテレコムが投資家として参加。合計で25百万ドルの資本を受け取った。2012年、BBCとコンテンツ契約を結び、同社の広告を行うことで合意。BBCの広告リストと共にVikiの広告リストを一つにより集めることとなる。
2012年3月、松本零士の直近5年間における最初のメジャーアニメ、オズマの同時放送を開始した。ユーザーは、日本のWOWOW チャンネルで初公開された24時間後に同作品を見ることができた。2012年9月、『ベルサイユのばら』の放映を公表。同年5月、ミュージックビデオの取り扱いを開始すべく、レコードレーベルとエージェンシーとの取引を発表した。そのミュージックビデオのパートナーはワーナーミュージック、台湾のシードミュージック（種子音楽）グループ、そして韓国のLOENエンターテインメントである。このパートナーシップは、音楽関連企業にそのローカル市場を超えたところにまで手を伸ばすことができるチャンスを与えるものである。ビジネスインサイダーはユーザーがPSYの江南スタイルを17カ国の言語に翻訳したと報道した。同年7月、中国のソーシャルネットワークである人人網（レンレンワン）とその動画共有サイトである56.comでビデオチャンネルを創設することを発表。同専用チャンネルは“VikiZone”と呼ばれ、主に、アメリカ合衆国での放送の24時間後に補助字幕付きのカートゥーン ネットワークショーとターナー・ネットワーク・テレビジョンのドラマ、また日本と韓国の番組を提供するものである。人人網には1億6千万人の登録ユーザーがいる。
Hulu、Netflix、Yahoo!、そしてMSNと流通における取引があり、NBC、A&E、BBC、TVB(香港)、SBS (韓国)、フジテレビ (日本)、そしてAmedia (ロシア)とコンテンツの取引がある。
現行モデルにおいては、ビデオ、音楽、そしてテレビ番組に関して権利を有している。ボランティアが補助字幕を作成。補助字幕付きコンテンツは様々なオンラインプラットホーム、モバイルapps、そしてスマートテレビで放映される。コンテンツは無料でユーザーに提供される。Vikiと放映者は、ビデオの前に放送される広告からの売上をシェアしている。iOSやAndroid、iPad、Samsung Galaxy、そして Kindle Fireでも使用可能である。
Vikiが1日で終える翻訳にネット海賊は通常72時間を要するため、Vikiユーザーが翻訳するスピードは、ファイル共有ソフトによる著作権侵害の妨害に役立っている。
ユーザーの大半は北アメリカ (40%)、東南アジア (30%)の居住者である。約15%のユーザーはヨーロッパに居住しており、中でもフランスでの成功が大きなものとなっている。
2013年9月2日、楽天に買収される。

## 音楽
2012年、Vikiは、ボランティアに歌詞を翻訳してもらうことで、視聴者に対し国際的なミュージックビデオの提供を開始した。ワーナーミュージックのStephen Bryanは「Vikiは、グローバルスターとローカルタレントの双方が、彼らの言語を理解しない観客ともより深い結びつきを生み出せるよう支援している。同時にファンに対し、彼らが最も好んでいるものを擁護する新しい方法を提供しているし、またそれらの成功に貢献している」 と語った。
アメリカ、カナダ、ヨーロッパ、そして 東南アジアの視聴者がコンテンツを最初に見ることになり、段階的に他の地域にも展開していくことになる。

## 受賞歴
- 2010年 TechCrunch Crunchieを、最優秀Internationalベンチャーとして獲得[4]。
- DLD Garageのトップ20インターネットベンチャーを獲得[22]。
- 2011年SXSW Acceleratorに最終選出[23]。
- 2012年、ウォールストリートジャーナルのアジアイノベーションアウォードに最終選出[5]。

## イタズラなKiss
2010年にローカルテレビで放映された短編韓国ドラマイタズラなKiss を、他の地域で放映するライセンスを獲得し、それを40の言語に翻訳。それらのうち20の言語においては、ボランティアが24時間以内に翻訳を完成させた。 同ドラマは約7百万人の視聴者を獲得し、うち70パーセントはアジア以外の地域の視聴者である。プロデューサーはViki経由の広告料で40万ドルを得ている。更に、同プロデューサーは同番組のインターネット上での成功から、海外での放映により3.5百万ドルを獲得することができた。

## 参照
1. 1 2 3 4 5  Boyd, E.B. (2012年7月13日). “Boom Tube: How Viki Is Creating The Global Hulu”.   Fast Company. 2012年9月17日閲覧。
2. 1 2 3  Lunden, I. (2012年7月12日). “Viki Climbs The Great Firewall, Signs With ‘China’s Facebook’ Renren For Its First Video Distribution Deal In The Country”.   TechCrunch. 2012年9月16日閲覧。
3. 1 2 3 4 5  Russel, J. (2012年5月24日). “Global video site Viki moves into music, inks deals Warner Music and other labels”.   The Next Web. 2012年9月16日閲覧。
4. 1 2  Rao, L. (2011年1月21日). “Congratulations Crunchies Winners! Twitter Takes Best Startup Of 2010”.   TechCrunch. 2012年9月15日閲覧。
5. 1 2 3  Osawa, J. (2012年8月14日). “Health Solutions Lead List of Finalists”.   Wall Street Journal Asia. 2012年9月15日閲覧。
6. 1 2  “ViKi”.   CrunchBase (2012年6月26日). 2012年9月15日閲覧。
7. ↑  “K-Pop Is The World's Hottest Music Trend, But Its Stars Make Almost No Money At Home”.   Business Insider (2012年8月19日). 2012年9月29日閲覧。
8. ↑  “K-pop stars at center of limelight at Music Matters in Singapore”.   Ministry of Foreign Affairs and Trade (2012年5月5日). 2012年9月29日閲覧。
9. ↑  “UK has most Korean Wave fans in Europe: study”.   Viki.com (2012年4月22日). 2012年9月29日閲覧。
10. 1 2 3  Bertschy, Z. (2012年4月25日). “Interview: Razmig Hovaghimian, Co-founder and CEO of Viki.com”. 2012年9月15日閲覧。
11. 1 2 3  “ViKi Announces $4.3M in Series A Funding and Launches Out of Beta”.   PR Newswire (2010年12月8日). 2012年9月14日閲覧。
12. 1 2  Rao, L. (2011年10月20日). “Andreessen Horowitz, BBC, Greylock Put $20M In International Video Site ViKi”.   Techcrunch (AOL). 2012年9月17日閲覧。
13. 1 2 3  Lunden, I. (2012年5月15日). “BBC Worldwide Extends Its Partnership With Video Site Viki To Cover Advertising”.   TechCrunch. 2012年9月15日閲覧。
14. 1 2  “Viki Site Streams Leiji Matsumoto's Ozma Anime Worldwide”.   Anime News Network (2012年3月15日). 2012年9月15日閲覧。
15. ↑  “Right Stuf, Viki License The Rose of Versailles Anime”.   Anime News Network (2012年9月12日). 2012年9月15日閲覧。
16. 1 2  “PSY - Gangnam Style - Part 1”.   Viki.com (2011-2012). 2012年9月22日閲覧。
17. ↑  Thomas, O. (2012年8月31日). “'Gangnam Style,' A Korean Pop Sensation, Is Big In Silicon Valley Right Now”.   Business Insider. 2012年9月15日閲覧。
18. ↑  “Renren and Viki Bring Subtitled Global TV to Renren's 160 Million Users on 56.com”.   PR Newswire (2012年7月13日). 2012年9月14日閲覧。
19. ↑  Wong, P. (2012年6月4日). “Hands-on: Samsung Smart Hub”.   CNet. 2012年9月15日閲覧。
20. ↑  [http://business.nikkeibp.co.jp/article/topics/20130903/252976/?rt=nocnt “「Vikiの買収、アメリカで大騒ぎになってますよ」
米動画配信サービスを買収した楽天の三木谷浩史会長兼社長に聞く”]. (2013年9月3日) 2013年12月8日閲覧。 {{cite news}}: |title=の26文字目に改行が入力されています。 (説明)⚠
21. ↑  “Viki launches new music channel, signs deals with heavyweights Warner Music, LOEN, and SEED”. 2012年9月15日閲覧。
22. ↑  Schmidt, A. (2011年). “DLD Garage presents its selection of 20 internet startups”.   DLD Media. 2012年9月16日閲覧。
23. ↑  Perez, S. (2011年3月20日). “SXSW: Accelerator Finalists and Winners”.   Read Write Web. 2012年9月16日閲覧。
24. ↑  Frankel, D. (2012年4月12日). “How Korean TV drama 'Playful Kiss' flopped locally but hit globally”.   Paidcontent.org (Gigaom). 2012年9月15日閲覧。